# Rosella Hightower
Rosella Hightower (10 de gener de 1920 – 4 de novembre de 2008) fou una ballarina estatunidenca que va aconseguir fama tant als Estats Units i Europa.

## Biografia
Rosella Hightower va néixer a Durwood, comtat de Carter, Oklahoma, filla única de Charles Edgar Hightower i la seva esposa, Eula May Flanning. D'ascendència choctaw, es va traslladar amb la seva família a Kansas City (Missouri) després que el seu pare aconseguís un nou càrrec al Ferrocarril Missouri-Kansas-Texas. Hightower començà a fer dansa a Kansas City sota la instrucció de Dorothy Perkins.
Després d'una aparició el 1937 pel coreògraf de ballet i ballarí rus Léonide Massine a Kansas City amb els Ballets Russos de Wassily de Basil, Massine invità Hightower a unir-se a la nova companya de ballet que estava formant a Monte Carlo. Hightower viatjà a França a càrrec seu i va descobrir que havia estat convidada per més audicions i no havia donat cap compromís d'ocupació del grup. Finalment va ser acceptada al Balle Rus de Montecarlo on va ser guiada per Massine qui va reconèixer el seu treball i la seva capacitat d'aprendre ràpidament. Allí va conèixer André Eglevsky, la seva futura parella a diverses companyies de dansa. Després de l'esclat de la Segona Guerra Mundial, Hightower va seguir al Ballet Rus de la ciutat de Nova York, on es va unir a l'Ballet Theater el 1941.
Es va unir al Ballet de Basil el 1946, que estava actuant sota el nom Original Ballet Russe. Hightower va rebre l'aclamació de John Martin de The New York Times després d'una actuació a Giselle el març de 1947 per l'Original Ballet Russe al Metropolitan Opera House. Després que Alicia Markova, que havia estat de ballar el paper protagonista, va emmalaltir, Hightower va ser cridada per a substituir-la, i va aprendre la part que mai havia ballat abans en unes cinc hores d'assaig amb el ballarí/coreògraf Anton Dolin. L'opinió de Martin fou que l'"Original Ballet Russe no havia planejat cap novetat per a l'obertura de la seva temporada ... però no n'hi havia un de més gran en el seu programa, però. Aquesta va ser la primera aparició no programada de Rosella Hightower en el paper principal de Giselle", qualificant d'"un èxit admirable que va provocar l'ovació de l'audiència". Tres dies després, la crítica de Martin d'El llac dels cignes anomenà Hightower "l'estrella més nova de l'horitzó del ballet" després de les seves dues actuacions amb Dolin i la seva parella aleshores André Eglevsky
El 1947va acceptar una invitació del marquès George de Cuevas per unir-se a una nova companyia de ballet, que es deia indistintament el Gran Ballet de Montecarlo o el Gran Ballet del Marquès de Cuevas, però va ser més comunament anomenada Ballet Cuevas pels aficionats al teatre. La presència allà de la coreògrafa Bronislava Nijinska va ser un dels principals factors en la decisió de Hightower. Nijinska coreografià per a Hightower el Rondo Capriccioso. Endemés de les danses clàssiques addition, les actuacions de Hightower inclogueren Piège de Lumière per John Taras, coreògraf de la companyia i mestre de ballet, en la qual va ballar el paper d'una papallona en un bosc tropical que encanta a un grup de convictes fugats.
La companyia es va dissoldre després de la mort de Cuevas el 1961, i Hightower es va retirar durant una llarga temporada, encara que va donar un seguit d'actuacions el 1962 amb Sonia Arova, Erik Bruhn i Rudolf Nureyev. Va obrir l'Escola Superior de Dansa el 1962 prop de casa seva a Canes, incorporant des del primer moment a antics companys del Ballet del Marquès de Cuevas com professors: el català Josep Ferrán i la francesa Arlette Castanier. Aquesta escola es va convertir en una de les principals escoles de ballet d'Europa, tenint entre d'altres alumnes a Elisabetta Terabust. Més tard Hightower va dirigir diverses companyies importants, incloent el Ballet de Marsella (1969-1972), el Ballet del Gran Teatre de Nancy l'any 1973-1974, el Ballet de l'Òpera Nacional de París el 1980-1983 i el ballet de La Scala de Milà el 1985-1986. Fou homenatjada a Tulsa, Oklahoma juntament amb altres quatre ballerines ameríndies (Yvonne Chouteau, Moscelyne Larkin, Maria Tallchief i Marjorie Tallchief), amb una estàtua de bronze de mina natural, The Five Moons al jardí de la Societat Històrica de Tulsa.

## Mort/família
Fou trobada morta a la seva llar a Canes el 4 de novembre de 2008, als 88 anys, i havia mort al matí o la nit anterior. Ha via sofert una sèrie d'infarts. Hightower va estar casada breument amb el ballarí Mischa Resnikov el 1938. El 1952 es va casar amb Jean Robier, un artista i dissenyador francès; van tenir una filla, la ballarina Dominique Monet Robier (n. 1955).

## Obituaris
| - LA Times, Nora Boustany, November 9, 2008 | - NY Times, Jack Anderson, November 4, 2008 |

## Crítiques
| - Sunday NY Times, John Martin, October 29, 1939 - NY Times, November 18, 1939 | - NY Times, John Martin, March 24, 1947, Swan Lake with Dolin and Eglevsky - NY Times, John Martin, April 25, 1956, Giselle with Erik Bruhn |